# مارك فيشمان
مارك فيشمان (بالإنجليزية: Mark Fishman)‏ هو طبيب قلب أمريكي، ولد في 25 يونيو 1947.